# Howie Mandel

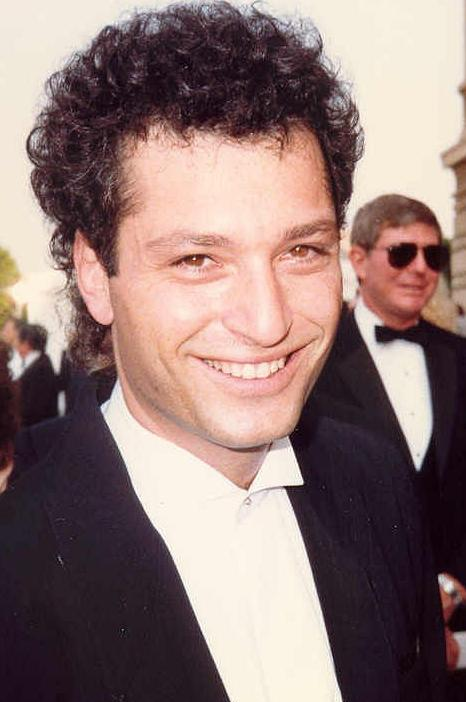
Howie Mandel 1987.

Howard Michael "Howie" Mandel, född 29 november 1955 i Toronto, Ontario, är en kanadensisk skådespelare, programledare och komiker.
Howie Mandel fick sitt genombrott i filmen Gremlins från 1984, där han gjorde rösten till karaktären Gizmo Mogwai. Därefter har han medverkat i ett tiotal filmer och bland annat i tv-serien St. Elsewhere, där han spelade Dr. Wayne Fiscus. Mandel har även varit programledare bland annat för Deal or No Deal samt suttit i juryn America's Got Talent.
Han är gift med Terry Mandel sedan 1980, med henne har han barnen Jackie, Alex och Riley.

## Filmografi

### Skådespelare
- 1985 - Harrison Bergeron
- 1986 - A Fine Mess
- 1987 - Walk Like a Man
- 1989 - Little Monsters
- 1994 - Shake, Rattle and Rock!
- 1999 - Jackie's Back! (spelade sig själv)
- 2000 - Tribulation
- 2002 - Hansel & Gretel

### Röst
- 1984 - Gremlins
- 1990 - Gremlins 2: The New Batch
- 1990–1998 - Bobbys värld